# Marissa Neitling

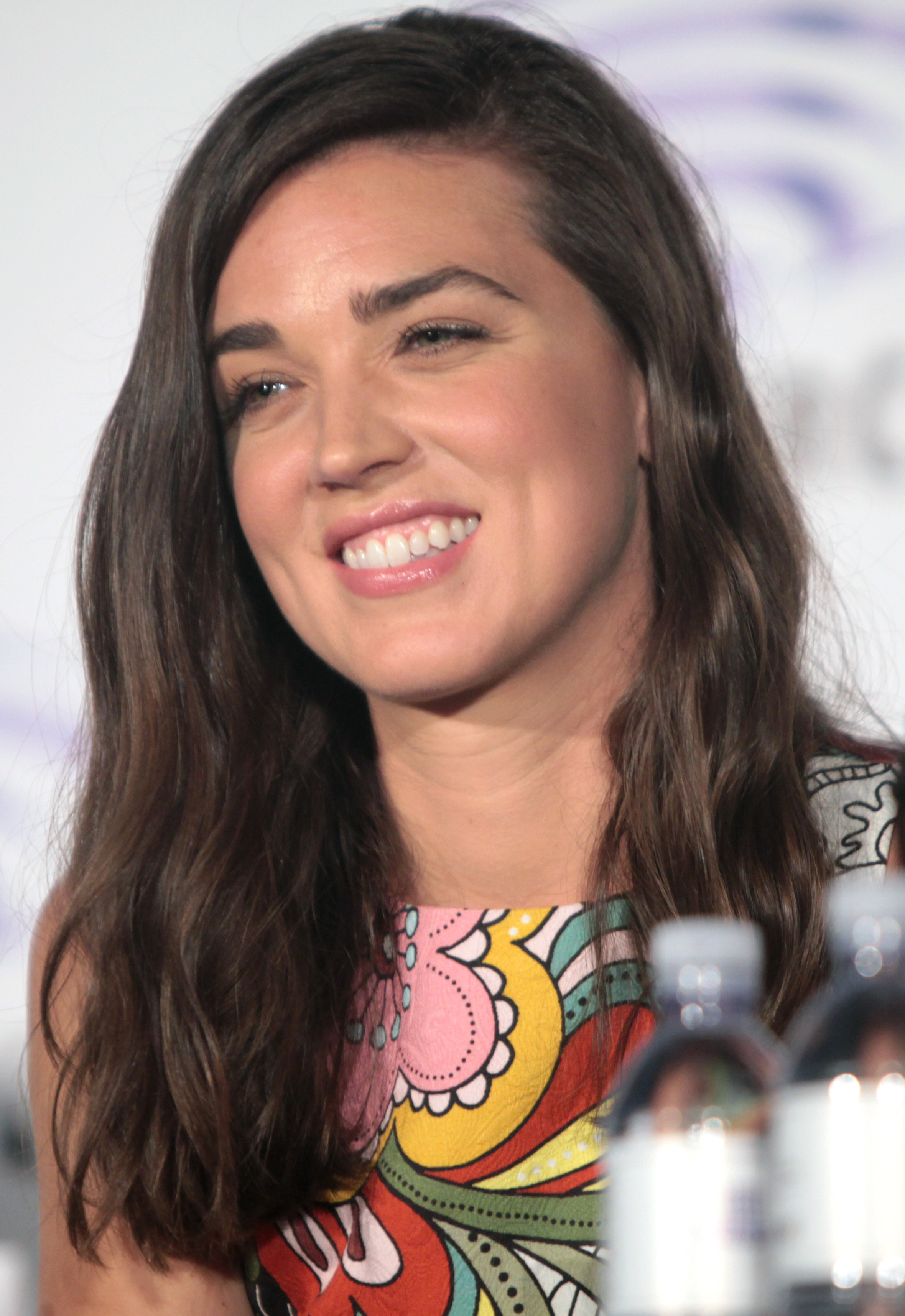
Marissa Neitling (2016)

Marissa Lee Neitling (* 8. Mai 1984 in Lake Oswego, Oregon) ist eine US-amerikanische Fernseh- und Filmschauspielerin. Im deutschsprachigen Raum ist sie hauptsächlich als Mitglied des Hauptcasts der Fernsehserie The Last Ship bekannt, in der sie die Rolle der Lt. Kara Green (ehemals Foster) spielt. Ebenso ist sie durch ihre Rolle als Phoebe im Katastrophenfilm San Andreas bekannt.

## Leben
Neitling wurde in Lake Oswego, Oregon als Tochter von Joy und Stanley Neitling geboren. Sie hat eine Schwester, Mackenzie und einen adoptierten Bruder, Adam, und machte ihren Highschool-Abschluss in ihrer Heimatstadt im Jahre 2002. Danach machte sie Abschlüsse in Mathematik und Theaterwissenschaften an der University of Oregon und schloss später einen Masters of Fine Arts an der Yale University ab. 2011 gab sie ihr Schauspieldebüt in der Serie Leverage. In der Serie The Last Ship spielte sie von 2014 bis 2018 eine der Hauptfiguren.

## Filmografie
- 2011: Leverage (Fernsehserie, Folge 4x15)
- 2014–2018: The Last Ship (Fernsehserie, 54 Folgen)
- 2015: San Andreas
- 2018: Elementary (Fernsehserie, Folge 6x16)
- 2018–2019: Madam Secretary (Fernsehserie, Folgen 5x06 und 5x14)